# Iron Man 2
Iron Man 2 (eng. Iron Man 2) je američki film iz 2010. godine temeljen na liku Iron Mana u izdanju Marvel Comicsa. Film je producirala kompanija Marvel Studios, a distribuirala kompanija Paramount Pictures. Riječ je o nastavku filma Iron Man iz 2008. godine te trećem po redu dijelu filmskog serijala Marvelovog univerzuma. Režirao ga je Jon Favreau, a napisao Justin Theroux. U filmu su glavne uloge ostvarili Robert Downey Jr., Gwyneth Paltrow, Don Cheadle, Scarlett Johansson, Sam Rockwell, Mickey Rourke i Samuel L. Jackson. Šest mjeseci nakon događaja iz filma Iron Man, Tony Stark odupire se pozivima američke vlade koja se želi domoći njegove tehnologije dok istovremeno vodi bitku s narušenim zdravljem uzrokovanim reaktorom u njegovim prsima. U međuvremenu, odmetnuti ruski znanstvenik Ivan Vanko razvio je identičnu tehnologiju i napravio vlastito oružje kako bi se osvetio Starkovoj obitelji, a u njegovom naumu pomaže mu Starkov poslovni suparnik Justin Hammer.
Nakon financijskog uspjeha filma Iron Man u svibnju 2008. godine, kompanija Marvel Studios službeno je najavila nastavak na kojem je odmah i započela produkciju. U srpnju iste godine Theroux je unajmljen kako bi napisao scenarij, a Favreau je ponovno odabran za režiju. Glumci Downey, Paltrow i Jackson reprizirali su svoje uloge iz prethodnog filma, dok je Cheadle zamijenio glumca Terrencea Howarda u ulozi James Rhodesa. Početkom 2009. godine objavljen je ostatak glumačke postave koji je uključivao Rourkea, Rockwella i Johanssonicu, a snimanje filma trajalo je od travnja do srpnja iste godine. Poput svog filmskog prethodnika, Iron Man 2 snimljen je gotovo u cijelosti u Kaliforniji osim dijela filma koji je snimljen u Monacu.
Svoju je svjetsku premijeru film Iron Man 2 imao 26. travnja 2010. godine u kinu El Capitan, a s međunarodnom kino distribucijom krenuo je u razdoblju od 28. travnja do 7. svibnja iste godine. Film je pobrao uglavnom pozitivne kritike filmske struke te postao komercijalni uspjeh u konačnici zaradivši preko 623,9 milijuna dolara na svjetskim kino blagajnama. Dana 28. rujna 2010. godine film je izdan na DVD-u i Blu-rayu. Tri godine kasnije, 3. svibnja 2013. godine, u kino distribuciju krenuo je treći nastavak - Iron Man 3.

## Radnja
U Rusiji mediji objavljuju vijest o Tonyju Starku koji razotkriva svoj identitet Iron Mana. Ivan Vanko, čiji je otac Anton Vanko upravo preminuo, svjedoči Starkovoj konferenciji za medije putem televizije i započne izrađivati minijaturni reaktor sličan Tonyjevom. Šest mjeseci kasnije Stark je postao velika zvijezda i koristi Iron Man odijelo kako bi održavao mir u svijetu te odupire porivima vlasti u vezi prodaje svojih nacrta. Ponovno započinje održavati tzv. Stark Expo kako bi nastavio raditi ono što je radio i njegov otac Howard.
Paladijska jezgra u reaktoru koja održava Starka na životu i koja ujedno naoružava njegovo odijelo polako ga truje, a Tony se nađe u nemogućnosti pronalaska zamjene. Nemaran i utučen oko nadolazeće smrti, Tony odluči zadržati svoje zdravstveno stanje za sebe te osobnu asistenticu Pepper Potts imenuje direktoricom njegove kompanije Stark Industries, a zaposlenicu Natalie Rushman unaprijedi na mjesto Pepperine osobne asistentice. Tijekom jubilarne utrke Grand Prixa u Monacu, Starka električnim bičevima napada Vanko. Iako ga uspijeva pobijediti, Iron Man odijelo biva teško oštećeno. Vanko objašnjava da je svojim napadom svijetu htio pokazati da Iron Man nije nepobjediv. Zadivljen Vankovom borbenošću, Starkov poslovni suparnik Justin Hammer iscenira Vankovu smrt te ga uspijeva izbaviti iz zatvora kako bi mu ovaj izradio liniju zaštitnih odijela, boljih od onih koja izrađuje Stark. Tijekom rođendanske zabave za koju vjeruje da će mu ujedno biti i posljednja, Tony u alkoholiziranom stanju nosi odijelo Mark IV. Zgađen cijelom situacijom, poručnik američkog zrakoplovstva James Rhodes obuče prototip odijela Mark II i pokuša spriječiti Starka prije nego ovaj napravi neku glupost. Njihova borba završava patom, a Rhodes konfiscira odijelo Mark II za američke zračne snage.
Nick Fury, voditelj agencije S.H.I.E.L.D. dolazi do Starka i otkriva mu da je zaposlenica "Rushman" zapravo agentica Natasha Romanoff te da je Howard Stark bio osnivač agencije S.H.I.E.L.D. kojeg je Fury osobno poznavao. Fury mu objašnjava da je Vankov otac skupa sa Starkom radio na izgradnji reaktora, ali kada je Anton želio prodati njihov izum kako bi zaradio novac, Stark ga je deportirao. Sovjeti su kasnije poslali Antona u gulag. Fury daje Starku stari materijal njegovog oca među kojim se nalazi i Howardova skrivena poruka tijekom Stark Expa 1974. godine o dijagramu strukture novog elementa. Uz pomoć kompjutera J.A.R.V.I.S.-a, Stark ga uspijeva sintetizirati. Nakon što sazna da je Vanko još uvijek živ, on novi element stavlja u svoj reaktor i time sprječava njegovu ovisnost o paladijumu.
Tijekom održavanja još jednog Expa, Hammer svijetu otkriva Vankove borbene dronove koje predvodi Rhodes u teško naoružanoj verziji odijela Mark II. Stark dolazi u svom odijelu Mark VI kako bi upozorio Rhodesa, ali Vanko s daljinskim upravljačem preuzima kontrolu nad svim dronovima (uključujući i Rhodesov) te napada Iron Mana. Hammer biva uhićen dok agentica Romanoff i Starkov tjelohranitelj Happy Hogan kreću za Vankom u Hammerovoj tvornici. Vanko pobjegne, ali agentica Romanoff uspijeva preuzeti kontrolu nad odijelom Mark II kojeg nosi Rhodes. Ubrzo potom Stark i Rhodes zajedno poraze Vanka i njegove dronove nakon čega Vanko počini samoubojstvo raznijevši sebe i svoje odijelo.
Na ispitivanju Fury obavještava Starka da će ga zbog njegovog teškog karaktera agencija S.H.I.E.L.D. koristiti samo kao konzultanta. Stark i Rhodes dobivaju počasne medalje zbog svoje hrabrosti.
U posljednjoj sceni filma koja se nalazi nakon odjavne špice S.H.I.E.L.D. agent Phil Coulson obavještava Furyja o velikom čekiću kojeg su na dnu kratera našli u pustinji u Novom Meksiku.

## Glumci
- Robert Downey Jr. kao Anthony Edward "Tony" Stark / Iron Man: inženjer ratne industrije koji je žrtva napada i, nakon toga, otet u Afganistanu. Za bijeg gradi visokotehnološki oklop kojeg će kasnije postepeno usavršiti.
  - Davin Ransom je Tony Stark kao dijete.
- Gwyneth Paltrow kao Virginia "Pepper" Potts: osobna tajnica Tony Starka, promaknuta u izvršnog direktora Stark Industrije.
- Don Cheadle kao James "Rhodey" Rhodes / War Machine: Tonyjev najbolji prijatelj, pukovnik u vojnom zrakoplovstvu. U ovom poglavlju nosi oklop pojačan oružjem nazvan "War Machine". Glumac zamjenjuje Terrencea Howarda koji iz financijskih razloga nije potvrđen u toj ulozi.
- Scarlett Johansson kao Natalie Rushman / Natasha Romanoff / Black Widow: Tony ju je zaposlio kao novu tajnicu, u stvarnosti ona je agent S.H.I.E.L.D.-a, kodnog imena "Black Widow (hrv. Crna Udovica)", na tajnom zadatku.
- Sam Rockwell kao Justin Hammer: suparnik Tony Starka i vlasnik Hammer Industrije.
- Mickey Rourke kao Ivan Vanko / Whiplash: Rus spreman osvetiti se Tonyju, koji prema njegovim riječima je kriv za krađu očeve tehnologije. Nosi dva oklopa tijekom filma. Kako bi se pripremio za svoju ulogu, Mickey Rourke posjetio je zatvor u Rusiji.
- Samuel L. Jackson kao Nick Fury: direktor S.H.I.E.L.D.-a.
- Clark Gregg kao Phil Coulson: agent S.H.I.E.L.D.-a zadužen za izradu izvještaja o Tonyju Starku.
- Garry Shandling kao il Senatore Stern: senator spreman da se oružje "Iron Man" dostavi vladi Sjedinjenih Američkih Država.
- Jon Favreau kao Harold "Happy" Hogan: Tonyjev tjelohranitelj i šofer.
- Leslie Bibb kao Christine Everhart: novinar Vanity Faira.
- John Slattery kao Howard Stark: Tonyjev otac.
- Tim Guinee kao Bojnik Allen: bojnik ratnog zrakoplovstva.
- Jack White kao Jack: desna ruka Justina Hammera.
- Eugene Lazarev kao Anton Vanko: Ivanov otac.

### Cameo
U filmu se pojavljuje nekoliko camea:
- Max Favreau kao Peter Parker, budući superheroj poznat kao Spider-Man.
- Stan Lee koautor stripa, glumi Larry Kinga.
- DJ AM, poznat i kao Adam Goldstein, glumi sebe na Starkovoj rođendanskoj proslavi. Film je posvećen disk-džokeju, koji je iznenada preminuo nakon završetka snimanja.
- Olivia Munn igra kratku ulogu Chess Roberts, novinara koji se bavi Stark Expoom.
- Kate Mara nakratko igra ulogu saveznog šerifa.
- Novinari Bill O'Reilly i Christiane Amanpour' igraju se u nekim malim sekvencama televizijskih izvješća.
- Margy Moore nakratko igra ulogu Bambi Arbogast.
- Seth Green na kratko se pojavljuje na izlazu iz Stark Expoa.
- Elon Musk glumi sebe u cameo setu od deset sekundi u Monte Carlu.

### Glasovi
- U originalnoj verziji, glas J.A.R.V.I.S.-a je glumac Paul Bettany.

## Produkcija
Ubrzo nakon objavljivanja Iron Mana, Marvel je objavio da razvija nastavak, s namjerom da ga distribuira 30. travnja 2010. godine. U srpnju 2008., nakon nekoliko mjeseci pregovora, Jon Favreau potpisao je kao režiser nastavka. U isto vrijeme, Justin Theroux pristao je napisati scenarij, koji će se temeljiti na priči koju su napisali Favreau i Robert Downey Jr. Theroux je već bio scenarist filma Tropska grmljavina, a Downey je bio među protagonistima i koji ga je cijenio, preporučio ga je Marvelu.
U listopadu 2008. godine Don Cheadle je izabran da zamijeni Terrencea Howarda.
U siječnju 2009. godine Mickey Rourke i Sam Rockwell ušli su u pregovore s Marvelom kako bi glumili glavne antagoniste filma. Nekoliko dana kasnije, Rockwell je potvrdio da će igrati ulogu Justina Hammera. U međuvremenu, Marvel je pokušao zamoliti Emily Blunt za ulogu Crne udovice, ali glumica nije mogla prihvatiti druge poslovne obaveze. Samuel L. Jackson dogovorio se s Marvelom, nakon dugih i kompliciranih pregovora, da reprizira ulogu Nicka Furyja, koji je već igrao na kraju prvog filma, i na kraju se prijavio za ulogu lika u najmanje devet filmova. Downey i Rourke razgovarali su o filmu na Zlatnim globusima 2009., a Rourke se kasnije sastao s Favreauom i Therouxom kako bi razgovarali o njegovoj ulozi. Rourke je trebao odbiti Marvelovu početnu ponudu od 250.000 dolara, ali ponuda je povećana i Rourke je pristao sudjelovati u filmu. Istog dana, Scarlett Johansson prijavila se za ulogu Crne udovice, s mogućnošću sudjelovanja u više Marvelovih filmova, uključujući Osvetnike.

### Snimanje
Snimanje filma započelo je 13. travnja 2009., a završilo 28. kolovoza 2009. godine.

## Glazba
Soundtrack filma objavljen je komercijalno kao "Iron Man 2: Original Motion Picture Score" 20. srpnja 2010. s 25 pjesama. John Debney je skladao soundtrack s Tomom Morellom. Tu su i neke AC/DC pjesme, distribuirane zajedno sa službenim albumom.

## Promocija
Tijekom Comic-Con International u San Diegu, koji je održan između 23. i 26. srpnja 2009. godine, predstavljen je prvi trailer za film.

## Distribucija
Film je objavljen u hrvatskim kinima 29. travnja 2010., dok je u Sjedinjenim Američkim Državama objavljen 7. svibnja.

### Home video izdanja
Film je objavljen na home videu 28. rujna 2010. na DVD-u i Blu-ray-u od strane Paramount Home Entertainment. Godine 2013. ponovno izdanje objavio je Walt Disney Studios Home Entertainment.

## Nastavak
Nakon objavljivanja Iron Mana 2, Walt Disney Studios pristao je platiti Paramountu najmanje 115 milijuna dolara za svjetska distribucijska prava filmova Iron Man 3 i Osvetnici. Disney, Marvel i Paramount najavili su 3. svibanj 2013. za datum izlaska Iron Mana 3. Shane Black režirao je Iron Man 3, prema scenariju Drewa Pearcea. Downey, Paltrow, Cheadle i Favreau ponovili su svoje uloge, dok je Ben Kingsley glumio Trevora Slatteryja, Guy Pearce igrao je Aldricha Killiana, a Rebecca Hall kao Maya Hansen. Nastavak u Hrvatskoj objavljen je 25. travnja 2013., tjedan dana ranije nego u Sjedinjenim Američkim Državama.

## Vanjske poveznice
- Službena stranica marvel.com
- Iron Man 2 u internetskoj bazi filmova IMDb-a
- Iron Man 2 na Box Office Mojo